# SORM
SORM (russisch Система технических средств для обеспечения функций Оперативно-Розыскных Мероприятий; СОРМ, zu Deutsch: „System der technischen Mittel zur Sicherstellung der Funktionen der Einsatz- und Suchaktivitäten“) ist ein Überwachungsprogramm des russischen Inlandsgeheimdienstes FSB, das Telefon- und Internet-Daten in Russland abfängt und speichert.
Technisch ist SORM mit PRISM vergleichbar. Bei beiden werden Datenpakete direkt beim Zugangsanbieter mit einer Black Box abgefangen, um sie aus der Ferne analysieren zu können: „Man braucht letztlich den Betreiber und das Gericht nicht“. Rechtliche Voraussetzung sei der Verdacht eines „mittelschweren“ Verbrechens oder Informationen darüber.

## Ausbaustufen
- SORM-1 (1996): Telefonüberwachung
- SORM-2 (1998): Internetüberwachung
- SORM-3 (2014): Sammlung und Speicherung aller Informationstypen, Einsatz von Selektoren

Seit dem Jahr 2000 sind russische Internetdienstanbieter verpflichtet, Daten an SORM zu liefern.
Im Jahr 2012 wurden von russischen Gerichten rund 530.000 Genehmigungen zur Überwachung erteilt.

## Sonstiges
Im Frühling 2010 wurde mit dem System ein Hacker überführt, der auf einer Werbetafel in Moskau einen Pornofilm abspielen ließ und dafür einen tschetschenischen Server verwendete.